# 14e Haarlem Basketball Week
De 14e editie van de Haarlem Basketball Week werd gehouden in december 1995 in het Kenemer Sportcentrum. Het evenement werd bezocht door ongeveer 16.000 toeschouwers.

## Poule A
- Nederland
- Bowling Green State University
- CSKA Moskou
- Hapoel Eilat

## Poule B
- Osinguranje Split
- Kalev Tallinn
- Australië
- Asvel Lyon/Villeurbanne

## Uitslagen

### Groepsfase

#### Poule A
- - Nederland 62 vs 56 Bowling Green State University
  - CSKA Moskou 89 vs 95 Hapoel Eilat
  - Nederland 63 vs 57 Hapoel Eilat
  - CSKA Moskou 90 vs 63 Bowling Green State University
  - CSKA Moskou 93 vs 60 Nederland
  - Bowling Green State University 77 vs 83 Hapoel Eilat

#### Poule B
- - Osinguranje Split 82 vs 88 Kalev Tallinn
  - Australië 98 vs 100 Asvel Lyon/Villeurbanne
  - Kalev Tallinn 82 vs 67 Australië
  - Asvel Lyon/Villeurbanne 86 vs 76 Osinguranje Split
  - Asvel Lyon/Villeurbanne 78 vs 95 Kalev Tallinn
  - Osinguranje Split 65 vs 89 Australië

## Halve finales
- - CSKA Moskou 93 vs 89 Asvel Lyon/Villeurbanne
  - Kalev Tallinn 94 vs 76 Hapoel Eilat

## 7e/8e plaats
- - Bowling Green State University 82 vs 88 Osinguranje Split

## 5e/6e plaats
- - Nederland 76 vs 90 Australië

## 3e/4e plaats
- - Asvel Lyon/Villeurbanne 94 vs 73 Hapoel Eilat

## 1e/2e plaats
- - CSKA Moskou 87 vs 95 Kalev Tallinn

## Eindstand
- 1.  Kalev Tallinn
- 2.  CSKA Moskou
- 3.  Asvel Lyon/Villeurbanne
- 4.  Hapoel Eilat
- 5.  Australië
- 6.  Nederland
- 7.  Osinguranje Split
- 8.  Bowling Green State University